# Agence nationale des services à la personne
Pour les articles homonymes, voir ANSP.
 (janvier 2016).
Si vous disposez d'ouvrages ou d'articles de référence ou si vous connaissez des sites web de qualité traitant du thème abordé ici, merci de compléter l'article en donnant les références utiles à sa vérifiabilité et en les liant à la section « Notes et références ».
L’Agence nationale des services à la personne (ANSP), créée par le décret du 14 octobre 2005 est un établissement public à caractère administratif chargé de promouvoir le développement et la qualité du secteur des services à la personne en France. Elle a été dissoute par le décret du 2 juillet 2014.

## L’Agence nationale des services à la personne

### Historique
L’ANSP a été créée par le décret du 14 octobre 2005, en application de la loi du 26 juillet 2005. 
L’ANSP est un EPA placé sous la double tutelle du Ministère du Travail, de l'Emploi, de la Formation Professionnelle et du Dialogue Social et du Ministère de l'Artisanat, du Commerce et du Tourisme.

### Organisation
Le Conseil d’Administration, composé de 49 membres issus des collectivités locales, des organisations syndicales et professionnelles du secteur des services à la personne et de l’aide à domicile, des ministères concernés et des organismes de Sécurité sociale, a été présidé par Laurent Hénart de la création à la dissolution de l’ANSP.

### Missions
L’ANSP soutient et accompagne l’organisation de l’offre de services à la personne, avec pour missions de : 
- coordonner l’ensemble de l’action administrative (ministères concernés par le secteur des services à la personne),
- suivre la mise en œuvre d'un programme d'actions relatif aux services à la personne (entrée de nouveaux acteurs dans le secteur, création d’emplois nouveaux),
- développer et promouvoir la qualité des services rendus aux personnes, en coordination avec les organismes compétents,
- assurer un rôle d'observatoire statistique de l'évolution de l'emploi dans le secteur,
- favoriser la négociation collective avec les partenaires sociaux et les acteurs du secteur,
- coordonner le développement du chèque emploi-service universel avec l'ensemble des partenaires intéressés.
- appuyer et piloter des initiatives liées à la promotion et au développement de l’emploi et de la formation dans le secteur des services à la personne, en lien avec l’ensemble des partenaires publics et privés concernés et des collectivités locales,
- Informer et soutenir la consommation, à travers des actions régulières de communication à destination des professionnels et des consommateurs de services à la personne.

### Dissolution
Le secteur des services à la personne ayant atteint une maturité suffisante pour pouvoir évoluer sans le soutien technique et opérationnel de l’ANSP, l’Etat a décidé de dissoudre l’ANSP (décret n°2014-753 du 2 juillet 2014).
Les missions ont été confiées à l’Etat : Mission des services à la personne de la Direction générale des Entreprises du Ministère de l’Economie, de l’Industrie et du Numérique.

## Les services à la personne pour les particuliers
En France, les services à la personne représentent un poids économique croissant. 
La part des services à la personne dans la valeur ajoutée totale de l’économie française  est estimée, en 2011, à 17,6 milliards d’euros, soit 1,1 % du PIB (source : BIPE, données ACOSS, DARES, INSEE et IRCEM).
31 000 organismes (entreprises, associations et établissements publics) et 1,5 million de professionnels (hors assistantes maternelles) travaillent au service des particuliers (Source : DARES, 2012).
En 2011, 3,8 millions de ménages ont déclaré avoir eu  recours aux services à la personne. 830 millions d’heures de travail ont été réalisés au domicile des ménages. (Source DARES, août 2014)

### Les activités
Les activités de services à la personne ont pour but de contribuer au bien-être de chacun; elles sont effectuées au domicile des particuliers.
Les services à la famille
Garde d’enfants à domicile
Accompagnement d’enfants dans leurs déplacements
Soutien scolaire
Cours à domicile
Assistance informatique
Assistance administrative
Les services de la vie quotidienne
Ménage / repassage
Collecte et livraison de linge repassé
Jardinage
Bricolage
Surveillance et maintenance de résidence
Préparation de repas et commissions
Livraison de repas
Livraison de courses
Mise en relation
Téléassistance et visio-assistance
Les services aux personnes dépendantes
Garde-malade
Assistance aux personnes âgées ou dépendantes
Assistance aux personnes handicapées
Aide à la mobilité et transport
Transport / accompagnement des personnes âgées, dépendantes et handicapées
Conduite du véhicule personnel
Soins esthétiques
Soins et promenade d’animaux de compagnie

### Les différents modes d’intervention
Les services à la personne s’organisent autour de 3 modes d’intervention : 
- L’emploi direct : le particulier embauche un intervenant à son domicile, directement. Il est alors son employeur et doit le rémunérer, le déclarer et régler l’ensemble des cotisations sociales et patronales.
- Le mode prestataire : le particulier fait appel à une entreprise, une association ou un organisme public qui lui fournit une prestation contre règlement d’une facture.
- Le mode mandataire : le particulier délègue à un organisme certaines modalités administratives (recrutement, paye,…). Il reste son employeur.

### Trouver un intervenant près de chez vous
Pour trouver un intervenant à domicile, vous avez deux possibilités :
- vous contactez le 32 11 (prix d’un appel local depuis un poste fixe) ;
- vous consultez l’annuaire des organismes de services à la personne du site de la Direction générale des entreprises du Ministère de l’Economie, de l’Industrie et du Numérique : http://www.entreprises.gouv.fr/services-a-la-personne

### Les moyens de paiement
Tous les moyens de paiement sont acceptés pour payer des services à la personne. Le paiement en espèces n’ouvre cependant pas droit au bénéfice des avantages fiscaux pour le particulier.
Le Chèque emploi service universel (Cesu) est en vigueur depuis le 1er janvier 2006. 
Il s’agit d’une offre simplifiée, proposée aux particuliers pour leur faciliter l’accès à l’ensemble des services à la personne.
Elle se présente sous deux formes : 
- le Cesu déclaratif permet aux particuliers employeurs de déclarer les salaires versés à son intervenant à domicile sur le site Internet www.cesu.urssaf.fr ;
- le Cesu préfinancé est un titre de paiement à montant prédéfini. Il peut être proposé à des salariés par leur employeur et/ou comité d’entreprise (on parle de « Cesu RH »), ou délivré par des financeurs de prestations sociales à leurs bénéficiaires (on parle alors de « Cesu social »). Le Cesu préfinancé permet de rémunérer des prestations de services à la personne effectuées par une entreprise, une association, un organisme public, un salarié à domicile dans le cadre de l’emploi direct. Il permet en outre de rémunérer une assistante maternelle, une structure d’accueil de jeunes enfants (crèche, halte-garderie...).

## Les métiers et le cadre réglementaire pour les professionnels

### Les métiers des services à la personne
Les métiers pour la famille et les personnes fragiles
Accompagnateur à la mobilité
Aide médico-psychologique
Auxiliaire de vie sociale
Garde d'enfant à domicile
Opérateur de téléassistance
Technicien de l’intervention sociale et familiale
Les métiers de la vie quotidienne
Agent d’entretien de petits travaux et de jardins
Agent de surveillance du domicile
Assistant administratif à domicile
Assistant informatique et internet à domicile
Cuisinier à domicile
Employé familial
Employé de ménage à domicile
Enseignant à domicile
Livreur à domicile
Les métiers de direction et d'encadrement
Le directeur de structure
Le responsable de secteur

### Le cadre réglementaire pour les organismes du secteur
Les démarches à effectuer par les organismes de services à la personne sont définies par les décrets n°2011- 1132 et n°2011-1133 publiés le 22 septembre 2011.
La déclaration, permet aux organismes de services à la personne de faire bénéficier leurs clients d’avantages fiscaux. Facultative et non limitée dans le temps, elle concerne potentiellement toutes les activités.
Elle suppose une condition d’activité exclusive, ce qui signifie que l’organisme s’engage à n’exercer que les activités strictement définies comme services à la personne, au domicile des particuliers.  
L’agrément est obligatoire pour les activités qui concernent des publics fragiles : 
- la garde d’enfants de moins de 3 ans à domicile,
- l’assistance aux personnes âgées ou aux personnes qui ont besoin d’une aide à leur domicile,
- l’intervention comme garde-malade,
- l’assistance aux personnes handicapées,
- la conduite du véhicule personnel des personnes dépendantes,
- l’aide à la mobilité et le transport de personnes ayant des difficultés de déplacement,
- l’accompagnement des enfants de moins de 3 ans, des personnes âgées ou handicapées dans leurs déplacements hors du domicile.

L’agrément est délivré pour une durée de cinq ans renouvelable. L’organisme agréé devra en outre obtenir la déclaration pour bénéficier des avantages fiscaux et sociaux.